# Будак, Дивко
Дивко Будак (сербохорв. Дивко Будак / Divko Budak; 24 февраля 1897, Карлобаг — 14 июля 1941, Керестинец) — югославский хорватский частный предприниматель, участник Движения Сопротивления в Хорватии в годы Второй мировой войны, организатор побега заключённых из концлагеря Керестинец, Народный герой Югославии.

## Биография
Родился 24 февраля 1897 в Карлобаге. Окончил начальную школу в родном городе, гимназию в Сушаке и торговое училище в Любляне. Во время Первой мировой войны впервые познакомился с революционерами-коммунистами, и идеи Октябрьской революции завлекли Дивко. В 1919 году он вступил в революционное рабочее движение, в 1920 году принимал участие в парламентских выборах. В 1921 году был принят в КПЮ.
С 1927 по 1932 годы Дивко жил в Перушиче, где содержал небольшой магазин, который в шутку называл «партийным магазином». Он тайно руководил революционным движением в городе, был причастен к созданию партийных ячеек во всей Лике (особенно в Госпиче и Хорватском Приморье). Поскольку ему нужно было скрываться от полиции, Дивко перебрался в Загреб, где продолжил свою революционную деятельность в Союзе частных предпринимателей и Союзе банковских работников. В 1934 году вошёл в Загребский горком КПЮ, после чего перешёл на нелегальное положение.
В 1936 году Будак уехал из страны, опасаясь преследования, в Прагу, где принял гражданство этой страны, а затем и в Париж, где получил также французское гражданство, пытаясь замести следы. Во Франции он занялся организацией помощи пострадавшим в ходе Гражданской войны в Испании, оказывая помощь республиканцам. В 1939 году он вернулся в Югославию, однако был арестован и только после трёх месяцев безуспешных допросов и пыток был отпущен, однако прекратил активную деятельность в Загребе.
В марте 1941 года полиция, верная Владко Мачеку и Ивану Шубашичу, арестовала Дивко и его сотоварищей и отправила их в лагерь Керестинец. После становления Независимого государства Хорватия издевательства над пленными продолжились, и в ночь с 13 на 14 июля Дивко организовал массовый побег заключённых. Самому Дивко бежать не удалось: усташи задержали его и убили.
24 июля 1953 указом Иосипа Броза Тито Дивко Будаку было посмертно присвоено звание Народного героя.